# Bristol City WFC
Bristol City Women's Football Club is een Engelse vrouwenvoetbalclub die gelinkt is aan Bristol City FC, hoewel de club is opgericht onder de vlag van de grote stadsrivaal Bristol Rovers FC. Tussen 2005 en 2016 was de club nauw verbonden  aan de Bristol Academy of Sport, en heette toen Bristol Acadamy WFC.

## Geschiedenis
De damesafdeling van Bristol Rovers werd opgericht in 1998 en bestond eigenlijk uit een opslorping van Cable-Tel LFC. Als Bristol Rovers ging de club naar de hoogste regionen van het Britse damesvoetbal, maar de club geraakte in financiële problemen. In 2005 werd dan beslist de club onder de vleugels van de Bristol Academy te brengen: eerst met beperkt succes, maar in 2010 werd de club toch uitgekozen als een van de acht clubs die in de Women's Super League mochten aantreden.
In 2013 tekende de club een samenwerkingsovereenkomst met hun historische rivalen Bristol City, waarna de clubkleuren werden gewijzigd van blauw-wit naar rood-wit. In 2016 zou de club ook echt worden omgedoopt tot Bristol City WFC. Hun eerste seizoen onder de nieuwe naam spendeerde Bristol in WSL2, maar door de uitbreiding van WSL1 van 9 naar 10 ploegen wisten ze een seizoen later meteen te stijgen.

## Stadion
In de beginjaren zwierven de dames van Bristol rond en speelden ze in diverse stadions in en rond Bristol, maar in 2011 - net op tijd voor de eerste Super League - konden ze zich verzekeren van een eigen stadion, het Stoke Gifford Stadium. Dat heeft een capaciteit van 1500 toeschouwers, doorgaans ruim genoeg voor de wedstrijden in de Engelse competitie. De wedstrijden van Bristol in de UEFA Women's Champions League werden echter wel op Ashton Gate (het stadion van de mannen van Bristol City) gespeeld.

## Resultaten

### Erelijst
FA Women's Premier League Southern Division (1x) winnaar in 2003
South West Combination Women's Football League (1x) winnaar in 2001
Gloucestershire FA Women's Challenge Cup (8x) winnaar in 1999, 2000, 2001, 2002, 2003, 2005, 2006 en 2007

### Seizoenen WSL
| Seizoen | Resultaat   |
| ------- | ----------- |
| 2011    | 5e          |
| 2012    | 4e          |
| 2013    | 2e          |
| 2014    | 7e          |
| 2015    | 8e          |
| 2016    | 2e in WSL 2 |

### In Europa
Correct tot april 2017
| Seizoen | Competitie                    | Ronde | Land             | Club              | Uitslagen |
| ------- | ----------------------------- | ----- | ---------------- | ----------------- | --------- |
| 2011/12 | UEFA Women's Champions League | 1/16F | Vlag van Rusland | Energija Voronezj | 1-1, 2-4  |

## Bekende (ex-)Vixens
- Julie Biesmans
- Marije Brummel
- Anouk Hoogendijk
- Danique Kerkdijk
- Annemieke Kiesel-Griffioen
- Vita van der Linden